# Caxton
Caxton – wieś w Anglii, w hrabstwie Cambridgeshire, w dystrykcie South Cambridgeshire. Leży 15 km na zachód od miasta Cambridge i 78 km na północ od Londynu. Miejscowość liczy 480 mieszkańców.